# Silviu Lung
Silviu Lung (Sânmiclăuş, 9 de setembro, 1956) é um ex-futebolista romeno que atuava como goleiro.

## Carreira
Durante sua carreira, que durou 23 anos (1971-1994), Lung defendeu por mais tempo o Universitatea Craiova, entre 1974 e 1988, com um retorno entre 1993 e 1994, quando deixou os gramados aos 37 anos.
Ainda jogou por Victoria Carei, Steaua Bucareste, Logroñés e Electroputere Craiova.

## Seleção Romena
Lung também teve uma carreira longa ao serviço da Seleção Romena, estreando pela equipe em 1977. Disputou a Eurocopa de 1984 e a Copa de 1990. Deixou a Seleção em 1993, um ano antes da Romênia fazer a sua melhor campanha em Copas (sexto lugar na Copa de 1994).

## Vida pessoal
O ex-goleiro possui dois filhos que seguiram a mesma carreira: Tiberiu, o mais velho, atua pelo Black Aces da África do Sul; o mais novo, também chamado Silviu, é atualmente goleiro do Astra Ploieşti.